# 大桶 (市原市)
大桶（おおおけ）は、千葉県市原市の三和地区にある大字。郵便番号は290-0211。

## 概要
市原市中央部の三和地区東側にある。主に森林に覆われた丘陵地帯であるが、南西の一部分に水田地帯が見られる。その周辺に小規模な集落も存在する。

## 地理
北は勝間と武士、東は長柄町長柄山と新巻、南は川在、西は磯ケ谷と接している。

## 世帯数と人口
2022年4月1日現在の世帯数と人口は以下の通りである。
| 町丁字 | 世帯数 | 人口  |
| ------ | ------ | ----- |
| 大桶   | 89世帯 | 205人 |

## 通学区域
市立小学校・市立中学校及び県立高等学校の通学区域は以下の通りである。
| 町丁字 | 番地 | 小学校             | 中学校             | 高等学校 |
| ------ | ---- | ------------------ | ------------------ | -------- |
| 大桶   | 全域 | 市原市立養老小学校 | 市原市立三和中学校 | 第9学区  |

## 施設
- 源氏山ゴルフクラブ
- 峠の駅